# Élection présidentielle sénégalaise de 2024
L'élection présidentielle sénégalaise de 2024 a lieu le 24 mars 2024 afin d'élire le président de la république du Sénégal.
Douzième élection présidentielle depuis l'indépendance du pays, elle est initialement prévue le 25 février 2024 après deux mandats du président sortant, Macky Sall, dont la présidence est marquée à chaque élection présidentielle par les condamnations successives de ses principaux opposants politiques à des peines d'inéligibilité, dont notamment Karim Wade, Khalifa Sall et Ousmane Sonko, ce dernier étant remplacé par Bassirou Diomaye Faye. L'opposition organise à partir de 2021 des manifestations intermittentes pour s'opposer à un éventuel troisième mandat du président sortant, perçu comme inconstitutionnel. Les manifestations sont réprimées par les autorités et plusieurs opposants emprisonnés à partir de 2023, dont Sonko et Diomaye Faye. Le président sortant finit par renoncer début juillet 2023 à se présenter à sa réélection.
Confronté à une polémique sur les conditions de refus de plusieurs candidatures par le Conseil constitutionnel, le report du scrutin est annoncé par Macky Sall le 2 février, puis voté le 5 par l'Assemblée nationale, qui prolonge ainsi le mandat du président sortant. Ces décisions, qui provoquent une crise politique, sont cependant invalidées deux semaines plus tard par le Conseil constitutionnel, qui les jugent inconstitutionnelles et ordonne la tenue du scrutin avant la fin du mandat de Macky Sall le 2 avril 2024. Une conférence nationale boycottée par l'opposition propose un compromis, avec un report de la présidentielle en juin mais organisée sous un président par intérim à qui Macky Sall cèderait sa place à l'issue de son mandat. La proposition est à son tour invalidée le 6 mars par le Conseil constitutionnel, ramenant la date du scrutin au 24 mars.
L'Alliance pour la République (APR) de Macky Sall présente la candidature de l'ancien Premier ministre Amadou Ba. Le scrutin conduit cependant à une alternance avec la victoire dès le premier tour de l'opposant Bassirou Diomaye Faye, des Patriotes africains du Sénégal pour le travail, l'éthique et la fraternité (PASTEF), libéré de prison en compagnie de Sonko à neuf jours du scrutin. Sa victoire est rapidement reconnue par Amadou Ba et Macky Sall, qui qualifie le scrutin de « victoire de la démocratie sénégalaise ». Après plusieurs mois de vives inquiétudes, cette dernière sort ainsi renforcée par une transition démocratique et pacifique, dans le contexte de nombreux coup d'Etat militaires ayant marqué l'Afrique de l'Ouest au cours des années précédentes.
Bassirou Diomaye Faye prête serment le 2 avril 2024, et devient à 44 ans le plus jeune président de l'histoire du Sénégal ainsi que le premier officiellement polygame.

## Contexte

### Premier mandat de Macky Sall

#### Élections, réformes et référendum

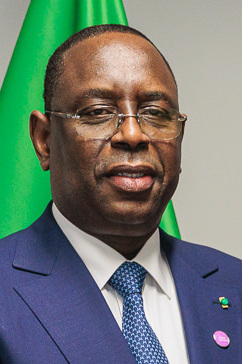
Le président Macky Sall en 2023.

L'élection présidentielle intervient à l'issue du second mandat de Macky Sall, qui renonce courant 2023 à en briguer un troisième dans le contexte d'un important mouvement de contestation anti-gouvernementale. Élu pour la première fois à la présidence en mars 2012, Macky Sall l'emporte au second tour sur son ancien mentor, le président sortant Abdoulaye Wade, dont la décision controversée de se présenter à un troisième septennat consécutif avait provoqué d'importantes manifestations. En conflit avec son fils Karim Wade, qu'il avait cherché à auditionner sur sa gestion en tant que ministre de plusieurs centaines de milliards de francs CFA avant d'être chassé de son poste de président de l'Assemblée nationale, Macky Sall avait quitté quatre ans plus tôt le Parti démocratique sénégalais (PDS) de Wade pour fonder avec une trentaine de transfuges sa propre formation politique, l'Alliance pour la République (APR). L'élection de 2012 le voit alors réunir un peu moins des deux tiers des voix, porté par un programme axé sur le développement économique et la mise en œuvre de réformes institutionnelles afin d'accorder davantage d'indépendance au système judiciaire, à développer la lutte contre la corruption, et à réduire à cinq ans la durée du mandat présidentiel. Les élections législatives organisées quelques mois plus tard voient la victoire de la coalition menée par l'APR, Unis par l'espoir (BBY), qui remporte à elle seule la majorité absolue des suffrages et 119 sièges sur 150.
Fort de sa majorité parlementaire, le nouveau président entreprend une large révision de la Constitution de 2001 qui accroit notamment les pouvoirs de l'Assemblée nationale et du Conseil constitutionnel, approfondit la décentralisation, impose une limitation à deux mandats présidentiels et ramène la durée de celui-ci de sept à cinq ans, y compris celui en cours. Saisi par le chef de l'État, le Conseil constitutionnel juge le projet conforme, à l'exception de ce dernier point, pourtant l'une des promesses de campagne phares de Macky Sall lors de la campagne électorale. S'il approuve le passage au quinquennat, le Conseil juge en effet inconstitutionnelle la modification par un président de la durée de son mandat en cours,. Ôtée de cette disposition, la révision constitutionnelle est approuvée par référendum à une large majorité en mars 2016,. Le gouvernement met par la suite en place un Office national anticorruption et une Commission nationale de restitution des biens et de recouvrement des avoirs mal acquis.

#### Condamnations de Karim Wade et Khalifa Sall
|  |

L'opposition se structure en réaction autour de trois personnalités : l'ancien président Abdoulaye Wade et son fils Karim Wade, ainsi que le maire de Dakar, Khalifa Sall — sans lien de parenté avec Macky Sall — qui prend la tête de la coalition Manko Taxawu Sénégal. Ces deux derniers font cependant l'objet de poursuites judiciaires qui fragilisent leur position sur la scène politique.
Karim Wade est ainsi accusé et placé en garde à vue dès 2013 pour détournements de deniers publics, corruption et enrichissement illicite. Blanchi des deux premiers chefs d'accusation, il est condamné deux ans plus tard à six ans de prison ferme et 138 milliards de francs CFA d'amende pour le troisième, à l'issue de ce qu'il dénonce comme un « procès politique » en s'appuyant notamment sur la position du Groupe de travail de l'ONU, qui qualifie la même année sa détention d'« arbitraire »,,. Affaibli par les révélations sur les activités de ses sociétés offshore lors de la fuite des documents des Panama Papers, il est finalement gracié de sa peine de prison par Macky Sall le 24 juin 2016. N'ayant cependant pas retrouvé ses droits politiques, il quitte rapidement le pays tandis que son père se maintient à la tête du PDS,.
Accusé quant à lui d'avoir détourné les fonds publics de Dakar pour un montant d'1,83 milliard de francs CFA, Khalifa Sall est placé en garde à vue avec plusieurs de ses collaborateurs le 7 mars 2017. Ses soutiens accusent alors le gouvernement d'instrumentaliser le pouvoir judiciaire pour le rendre inéligible avant les élections législatives de juillet 2017.

#### Législatives de 2017
Face à une opposition privée de ses principaux dirigeants et se présentant divisée — Abdoulaye Wade et Khalifa Sall ne s'étant finalement pas entendus sur la formation d'une liste commune —, Unis par l'espoir sort à nouveau vainqueur des législatives. Si la coalition présidentielle connait un léger recul en termes de suffrages en manquant de peu la majorité absolue, elle accroit en revanche ses résultats en sièges avec 125 sur 150, tandis que le taux de participation grimpe à 53 %, soit près de 20 points de plus qu'en 2012. La Coalition gagnante Wattu Sénégal menée par le PDS de Wade et la coalition Manko Taxawu Sénégal de Khalifa Sall arrivent respectivement deuxième et troisième du scrutin, avec 19 et 7 sièges,. L'opposition conteste les résultats, qualifiés de « mascarade électorale », au point d'amener Abdoulaye Wade à annoncer le boycott de toutes les futures élections organisées sous la présidence de Macky Sall. Malgré la victoire du camp présidentiel, le climat de tensions émaillées de violences dans lequel se déroule la campagne électorale marque un cran supplémentaire dans la détérioration du climat politique du pays.

### Second mandat de Macky Sall

#### Seconde élection
Avec la campagne pour le boycott menée par Abdoulaye Wade et la condamnation courant 2018 de Khalifa Sall à cinq ans de prison pour escroquerie sur deniers publics, qui le prive de ses postes de maire de Dakar et de député, ainsi que de ses droits civiques, l'élection présidentielle de février 2019 intervient en l'absence de candidats des deux principales formations de l'opposition,,. Bénéficiant d'un bon bilan économique et d'un programme de grands travaux — le Plan Sénégal émergent (PSE) — ayant porté à 6,8 % la croissance économique l'année précédente, malgré un taux de chômage toujours très élevé chez les jeunes, le président sortant est réélu dès le premier tour avec 58 % des voix, tandis qu'Idrissa Seck du parti Rewmi et Ousmane Sonko du parti Patriotes du Sénégal pour le travail, l'éthique et la fraternité ( PASTEF), réunissent respectivement 20 et 15 %. Macky Sall entame par conséquent son deuxième mandat et premier quinquennat, en accord avec la révision constitutionnelle de 2016. La bonne tenue du scrutin est soulignée par les missions d'observation de l'Union européenne et de la CEDEAO, qui décrivent un scrutin calme et transparent malgré un blocage du dialogue politique et un manque de confiance entre majorité et opposition,,.

#### Manifestations de grande ampleur

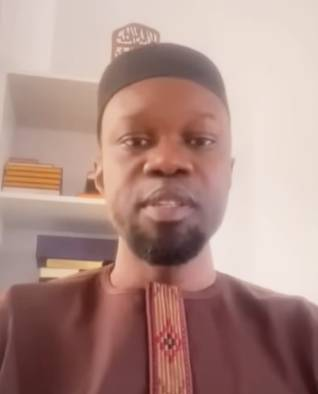
Ousmane Sonko.

Deux ans plus tard, Ousmane Sonko est accusé de viols par une employée d'un salon de beauté âgée de vingt ans, qui l'accuse de l'avoir menacée de mort avec une arme lors de quatre viols successifs, dont le dernier aurait eu lieu le 2 février 2021, avant qu'elle ne finisse par déposer plainte le jour même,. Ousmane Sonko nie catégoriquement ces accusations, qu'il qualifie de « complot » et de « tentative de liquidation politique » par le président. Son arrestation le 3 mars après la levée de son immunité parlementaire le 26 février provoque une série de manifestations et d'affrontement avec les forces de l'ordre qui provoquent la mort de treize personnes,. Macky Sall finit par prononcer une allocution à la nation dans laquelle il appelle au calme, tandis qu'Ousmane Sonko invite les manifestants à renforcer leur mobilisation tout en rejetant l'idée d'un renversement du pouvoir par une voie autre que celle électorale,. Si elles finissent par s’essouffler au bout d'une semaine, avec la libération sous contrôle judiciaire de Sonko, les scènes de « guérilla urbaine » choquent l'opinion publique et internationale par leur violence dans un pays considéré comme un modèle régional de stabilité. La prise de parole jugée tardive de Macky Sall est également critiquée, provoquant une montée d'impopularité supplémentaire pour le président,,.

#### Impopularité grandissante
Alors qu'il devait en partie son élection à ses promesses d'une bonne gouvernance et d'une indépendance de la justice, les actions de son gouvernement finissent en effet par provoquer le mécontentement en prenant une direction inverse. Outre le Premier ministre Mahammed Dionne, le gouvernement en place en mars 2018 comporte ainsi trente-neuf ministres, un ministre du suivi du PSE, trois ministres sans portefeuilles et trente-neuf ministres conseillers, soit un total de 82 ministres contre 25 en 2012 à l'arrivée de Sall au pouvoir. Ce gonflement du gouvernement entraine celle de son budget de fonctionnement, qui triple en sept ans pour atteindre 1400 milliard de francs CFA dédié à la présidence, la primature et les ministères, dont une partie est répartie en fonds secret. Bien que théoriquement validée, plusieurs des multiples réformes de la justice tardent à être mises en place, tandis que l'indépendance promise se retrouve en totale contradiction avec les pressions auxquelles sont soumis les magistrats. Macky Sall est ainsi accusé d'avoir mis en place une « justice sélective » visant à écarter ses adversaires politiques. Ce bilan est néanmoins contrebalancé par des progrès notables, dont une réforme de grande envergure des codes pénal, forestier, minier et de la justice militaire, ainsi que la réforme du tribunal de commerce, la mise en place des tribunaux d'instance et de grande instance, le remplacement des Cours d'assises par des Chambres criminelles et une réforme du code de procédure pénale permettant aux avocats d'assister leurs clients dès leur interpellation.
Entretemps, Macky Sall décide le 14 mai 2019 la suppression du poste de Premier ministre. La mesure, censée fluidifier le fonctionnement de l'État, se révèle très controversée, notamment car elle était absente de son programme lors de la campagne présidentielle. L'opposition accuse le président de chercher à concentrer tous les pouvoirs. La fonction est finalement rétablie début décembre 2021, Macky Sall reconnaissant lors d'une interview ne pouvoir s'occuper seul du pays dans le contexte de la présidence à venir de l’Union africaine par le Sénégal,. Les élections municipales et départementales organisées en janvier 2022 s'avèrent une défaite pour la coalition BBY, l'opposition remportant notamment la capitale Dakar ainsi que la plus grande ville du sud du pays, Ziguinchor. Cette dernière est remportée par Ousmane Sonko, qui se positionne en favori de l'opposition pour l'élection présidentielle de 2024,,. Les élections marquent par ailleurs la mise à l'écart du PDS, qui échoue à s'imposer jusque dans des régions considérées comme ses bastions électoraux, au profit des formations menées par Ousmane Sonko et Khalifa Sall,. Face au revers d'Unis par l'espoir, la nomination du nouveau Premier ministre, qui devait initialement intervenir après ces scrutins locaux, est reportée à une date postérieure aux élections législatives de juillet 2022.

#### Législatives de 2022
Ces dernières aboutissent à une nouvelle montée de l'opposition, qui confirme la tendance observée aux municipales. La coalition Unis par l'espoir arrive à nouveau en tête mais essuie un recul qui lui fait perdre la majorité absolue des sièges qu'elle détenait depuis 2012, tandis que la coalition Libérer le peuple menée par Ousmane Sonko réalise une percée et quadruple son nombre de sièges, devenant la principale force d'opposition. La coalition Sauver le Sénégal menée par le PDS connait quant à elle une légère baisse de sa part des voix, mais parvient toutefois à augmenter son nombre de sièges,. Bénéficiant du ralliement post-électoral du député du parti Convergence démocratique Bokk Gis Gis, Unis par l'espoir parvient à conserver de justesse la majorité à l'Assemblée nationale. Dans le cadre d'un régime présidentiel, Sall n’était pas dans l’obligation de nommer un gouvernement de cohabitation ni de procéder à la nomination d'un Premier ministre. Cette situation, où le président aurait gouverné par ordonnance aurait cependant constitué un « recul pour [la] démocratie », selon Pape Diop. Le scrutin abouti ainsi à un échec « de justesse » de l'opposition à provoquer une alternance, ce qui cristallise les tensions entre partisans du gouvernement et des coalitions d'opposition,. Le scrutin est suivi de la nomination d'Amadou Ba au poste de Premier ministre le 17 septembre.

#### Dialogue de 2022
Trois mois après les législatives, Macky Sall opère une tentative de réconciliation avec ses opposants en amorçant un « dialogue national ». Après avoir rencontré Abdoulaye Wade au palais présidentiel de Dakar, il propose notamment une réforme du code électoral permettant à un individu gracié ou amnistié d'être éligible, une proposition qui concerne alors ouvertement Karim Wade et Khalifa Sall en vue de l'élection présidentielle de 2024. Cette proposition est cependant rejetée par Karim Wade, qui exige à la place une révision de son procès. Devenu entretemps le candidat naturel du PDS, celui-ci reproche au président de ne pas avoir tenu une promesse similaire faite en février 2019, tout en redoutant que le maintien de sa condamnation malgré une amnistie le fragilise face à la montée dans l'opposition d'Ousmane Sonko,. La réforme est néanmoins votée le 5 août 2019, suivie le 29 septembre de la grâce de Khalifa Sall du restant de sa peine de prison, rendant ainsi possible les candidatures des deux opposants. Dans son rapport de 2018, Amnesty International avait notamment qualifié la procédure judiciaire à l'encontre de Khalifa Sall d'« acharnement contre un adversaire politique » qui « amène à s'interroger sur l'indépendance de la justice » au Sénégal, l'ONG n'hésitant pas à mettre en exergue la façon dont les procédures de l'organisme de lutte contre la corruption mis en place par le gouvernement ne touchent de fait que des dirigeants de l'opposition, alors même qu'aucune suite n'est donnée aux rapports concernant la gestion des fonds publics par des personnalités proches du pouvoir,.
L'élection présidentielle est initialement fixée par un décret du 16 février 2023 au 25 février 2024, précédée d'une période de campagne officielle devant démarrer le 3 février.

### Crise de 2023

#### Nouvelles manifestations
La mise en accusation d'Ousmane Sonko revient au centre de l'actualité le 1er juin 2023. Acquitté des accusations de viol et menace de mort, le dirigeant du PASTEF est condamné par contumace à deux ans de prison ferme pour « corruption de la jeunesse »  soit en droit sénégalais la débauche d'une jeune de moins de 21 ans —, un délit qui le menace alors d'inéligibilité en vue de l'élection présidentielle de 2024. Sa condamnation conduit Ousmane Sonko à réitéré ses accusations envers le pouvoir, qualifiée de « parodie de justice » visant à l'écarter de la scène politique par Khalifa Sall,. L'annonce de la condamnation est immédiatement suivie de nouvelles manifestations, encouragées par le PASTEF qui exhorte la population à poursuivre jusqu'à la démission de Macky Sall. Le mouvement dégénère cependant rapidement en affrontements violents avec les forces de l'ordre, tandis que plusieurs quartiers de Dakar sont l'objet de pillages qui conduisent le gouvernement à décider le lendemain le déployement des Forces armées. Malgré les appels aux calmes de Macky Sall, de l'ONU et de la CEDEAO, les affrontements ont pour bilan une quinzaine de morts, qui s'ajoutent à ceux de février 2021,,

#### Renoncement à un troisième mandat

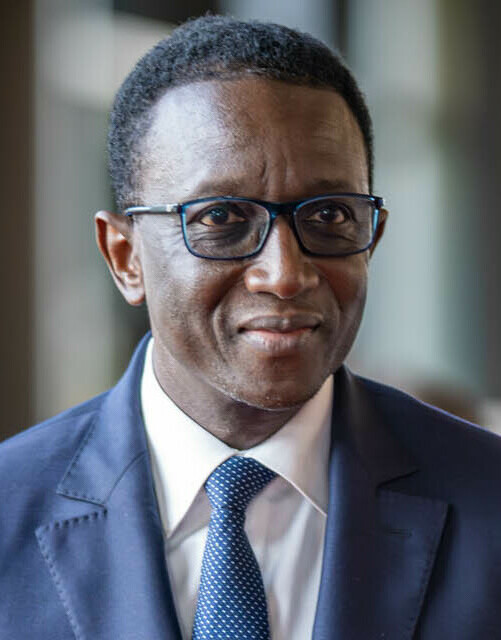
Amadou Ba

Moins d'un mois après cette nouvelle flambée de violence, Macky Sall annonce le 1er juillet ne pas être candidat à l'élection présidentielle de 2024 « et cela même si la Constitution m'en donne le droit ». S'il avait à plusieurs reprises soutenu ne pas avoir l'intention de faire plus de deux mandats et mené lui-même la révision ayant réintroduit cette limite, l'absence d'une annonce claire de non-candidature avait fini par lever le doute sur ses intentions. Des soutiens dans le camp présidentiel mettaient ainsi en avant que la limitation à deux mandats consécutifs ne s'appliquait pas à son septennat, entamé avant la révision constitutionnelle de 2016. Interrogé sur la question fin 2020, le concerné avait notamment botté en touche en répondant « Ma réponse ne sera ni oui, ni non ». Cette incertitude grandissante prend une ampleur telle que l'annonce finalement faite prend par surprise Ousmane Sonko, qui venait d'appeler ses partisans à manifester en prévision de l'annonce d'une nouvelle candidature,,,. Si elle est saluée dans le pays et à l'international, l'annonce du président sortant est accompagnée de critiques virulentes envers les « instigateurs, auteurs et complices de [la] violence inouïe » ayant touché le pays un mois plus tôt, qu'il accuse d'avoir eu pour objectif de « semer la terreur, mettre notre pays à l'arrêt et le déstabiliser. », dans ce qu'il qualifie de « véritable crime organisé contre la nation sénégalaise, contre l'État, contre la République et ses institutions », derrière laquelle il vise à demi-mot Ousmane Sonko. En septembre 2023, Macky Sall choisit pour dauphin le Premier ministre Amadou Ba, qui devient candidat d'Unis par l'espoir.

#### Inéligibilité d'Ousmane Sonko
L'arrestation le 28 juillet d'Ousmane Sonko rend potentiellement caduque sa condamnation par contumace, et donc son inéligibilité, bien que le ministre de la Justice la déclare selon lui définitive,,. Accusé d'« appel à l'insurrection », d'« association de malfaiteurs en lien avec une entreprise terroriste » et d'« atteinte à la sûreté de l’État », c'est finalement sa condamnation pour diffamation qui le rend inéligible. Sonko avait accusé en novembre 2022 le ministre du tourisme Mame Mbaye Niang d'être nommé dans un rapport de l'Inspection générale d'État pour des malversations, en retour de quoi le ministre avait porté plainte. L'affaire avait abouti à une condamnation à deux mois de prison avec sursis et 200 millions de FCFA de dommages-intérêts, sans privation de droits civiques, augmentée cependant en appel à six mois avec sursis et cinq ans d'inéligibilité le 8 mai 2023, avant d'être annulée le 14 décembre en grande instance. Saisie à son tour, la Cour suprême finit cependant par rétablir définitivement la peine et l'inéligibilité le 4 janvier 2024.
La radiation d'Ousmane Sonko des listes électorales à la suite de sa condamnation entraine comme attendu son incapacité à se présenter à l'élection, confirmée le 5 janvier par le rejet de l'examen de sa candidature par le Conseil constitutionnel. Le numéro deux du PASTEF, Bassirou Diomaye Faye, obtient l'investiture du parti et reçoit le soutien de Sonko. Il est lui-même l'objet de poursuites judiciaires pour diffusion de fausses nouvelles, outrage à magistrat et diffamation. N'ayant pas encore été condamné, sa candidature est néanmoins validée le 20 janvier par le Conseil constitutionnel,,.

### Crise politique de 2024

#### Polémique sur le système de validation des candidatures
Après la collecte de plus de 44 500 signatures de parrainages, Karim Wade dépose en novembre 2023 la caution de participation à l'élection en tant que candidat du Parti démocratique sénégalais, puis dépose officiellement sa candidature le 23 décembre suivant,. La constitution du Sénégal dispose que « tout candidat à la présidence de la République doit être exclusivement de nationalité sénégalaise ». Suspecté de détenir par sa mère la double nationalité franco-sénégalaise du fait de sa présence sur les listes électorales dans la commune française de Versailles, il fait l'objet d'une plainte de l'ancien ministre Thierno Alassane Sall, lui-même candidat à l'élection, ce qui amène le PDS à présenter au Conseil constitutionnel une attestation sur l'honneur de renoncement à la nationalité française, qui valide par conséquent sa candidature. Il est cependant révélé par la suite que ce renoncement est intervenu le 17 janvier, ce qui amène le Conseil à ne pas le prendre en compte en statuant sur sa double nationalité à la date du dépôt du dossier, trois mois plus tôt. Le 20 janvier 2024, le Conseil constitutionnel publie la liste officielle des candidats, de laquelle est par conséquent exclu Karim Wade.
L'invalidation de la candidature de Karim Wade provoque la polémique, et amène le PDS à accuser dans un communiqué publié le 21 janvier deux des sept juges du conseil, Cheikh Tidiane Coulibaly et Cheikh Ndiaye, d'avoir des « connexions douteuses avec certains candidats » qui auraient exigé d'eux qu'ils se récusent. Ces accusations amènent le juge Cheikh Ndiaye à déposer plainte contre X pour diffamation, outrage à magistrat et discrédit jeté sur une décision de justice. Les juges, nommés par le président de la République pour un mandat de six ans non renouvelable, voient ainsi leur indépendance remise en cause. La position de Cheikh Tidiane Coulibaly, frère de l'ancien ministre de Macky Sall, et Abdou Latif Coulibaly est notamment pointée du doigt. Le 31 janvier, le PDS met en place une commission d'enquête parlementaire chargée de mettre en lumière ces soupçons de corruption.
L'affaire prend un nouveau tournant le lendemain même lorsqu'il est révélé que la candidate Rose Wardini possède également la double nationalité, et est inscrite sur les listes électorales du consulat de Dakar, alors même que sa propre candidature a été validée. Elle est placée en garde à vue le lendemain, tandis que le PDS fustige un « deux poids deux mesures ». La controverse touche directement le fonctionnement du contrôle des candidatures par le Conseil, qui avait validé la candidate sur la base d'une simple déclaration sur l'honneur à ce sujet. Accusé par le PDS de valider les candidats par la corruption et la collusion de ses membres, le Conseil réagit vivement en dénonçant des « accusations graves et infondées ». Bien qu'une commission d'enquête n'ait pas le pouvoir de reporter le scrutin, les alliés du PDS ne cachent alors pas leur désir d'y parvenir, afin de voir Karim Wade en mesure de présenter une nouvelle candidature, désormais pleinement valide.

#### Report du scrutin par Macky Sall
Quelques heures avant le début de la campagne électorale le 3 février 2024, Macky Sall fait une allocution dans laquelle il annonce sa décision de reporter l'élection présidentielle à une date indéterminée en abrogeant le décret de convocation du scrutin. Le président justifie sa décision par les conditions troubles de tenue du scrutin provoquées par l'ouverture le 31 janvier de la Commission d'enquête parlementaire sur les conditions de sélection des candidats, par la mise en accusation de deux des sept membres du Conseil constitutionnel chargé de valider les dossiers de candidatures, et par les révélations de la double nationalité cachée de Rose Wardini. C'est la première fois depuis 1963 qu'une élection présidentielle est reportée au Sénégal, un des rares pays africains à n'avoir jamais connu de coup d'État.
Le report entraine immédiatement une crise politique. La décision provoque de vives critiques de la part de l'ensemble de l'opposition, qui rejette le décret d'annulation et qualifie la situation de « régression démocratique », tandis que des manifestants défilent à Dakar pour protester contre ce qu'ils considèrent comme un « coup d'État constitutionnel ». Les commentateurs ne tardent pas à souligner que le mandat de Macky Sall prenant fin le 2 avril 2024, un report du scrutin au-delà de cette date provoquerait son maintien au pouvoir, en violation de la constitution. La décision de Macky Sall est par ailleurs perçue comme une manœuvre politique en vue d'un changement de dauphin, la candidature d'Amadou Ba étant source de dissension au sein de la coalition présidentielle, dans un contexte de montée en popularité de Bassirou Diomaye Faye, l'un des candidats jugé les plus opposé au gouvernement sortant,. Deux jours après l'annonce présidentielle, l'Assemblée nationale vote — par 105 voix pour et 1 contre — une loi reportant l'élection au 15 décembre 2024. Le vote intervient en l'absence de 44 députés dont la plupart de ceux de l'opposition, évacués par les gendarmes après avoir tenté en vain d'empêcher la tenue du vote. Si le report représente la seule manière de protéger la crédibilité du scrutin selon le camp présidentiel, les circonstances du vote de la loi provoque un tollé supplémentaire chez l'opposition et dans la société civile, qui dénonce un « coup de force » et une « faillite démocratique », jugée catastrophique pour l'image du Sénégal,,.
La répression des manifestations fait trois morts dès le 10 février, tandis qu'une marche silencieuse prévue par l'opposition le 13 est interdite,,. L'ancienne Première ministre Aminata Touré, à la tête du gouvernement au début du premier mandat de Macky Sall avant son passage dans l'opposition, est notamment arrêtée, de même que plusieurs membres haut placés de partis d'opposition dont le PASTEF.

#### Annulation du report
Le 15 février, le Conseil constitutionnel provoque un nouveau retournement de situation. Saisi par des députés de l'opposition, il juge inconstitutionnel le décret d'annulation du 3 février et la loi adoptée le 5 février, jugeant que ni le président de la République ni l'Assemblée nationale ne dispose du pouvoir d'annuler ou de reporter le scrutin. Bien que constatant « l'impossibilité d'organiser l'élection présidentielle à la date initialement prévue », le Conseil impose au président de l'organiser « dans les meilleurs délais », tout en lui permettant de se maintenir à son poste jusqu'à la prise de fonction de son successeur. La décision est accompagnée le jour même de la libération d'une cinquantaine d'opposants récemment arrêtés, dans ce qui est perçu comme une tentative d'apaisement de la part du pouvoir,. Le lendemain, Macky Sall annonce dans un communiqué avoir pris acte de la décision du Conseil, et s'engage à tenir le scrutin dans les délais après concertation avec les principaux dirigeants de l'opposition.
Le 18 février, le procureur général ouvre une information judiciaire sur les faits ayant motivé la création de la Commission d'enquête parlementaire par le PDS, ce qui met automatiquement fin à cette dernière. Le même jour, 15 des 20 candidats réclament que l'élection ait lieu au plus tard le 2 avril, après avoir constaté que la décision du Conseil constitutionnel n'a été suivie d'aucune réaction des autorités en vue de sa mise en œuvre. Les candidats sont par la suite reçus individuellement au palais présidentiel, à l'exception du candidat Bassirou Diomaye Faye, représenté par son mandataire Amadou Ba Pastef. Le 19, Rose Wardini annonce retirer sa candidature afin de faciliter « la paix et la réconciliation » ainsi que la tenue de l'élection avant le 2 avril.

#### Tentative de dialogue et décision finale du conseil
Macky Sall annonce le 22 février qu’il ne compte pas poursuivre son mandat après son terme le 2 avril, et convoque pour le 26 février un « dialogue national » afin de fixer une date pour l’élection présidentielle. Le dialogue est cependant boycotté par les seize candidats de l'opposition, seuls participant à son ouverture les candidats de la majorité présidentielle, Amadou Ba et Mahammed Dionne. Macky Sall annonce à cette occasion une loi d'amnistie générale pour les faits liés aux manifestations ayant eu lieu depuis 2021,. Le lendemain, les participants des consultations nationales concluent à l'impossibilité d'organiser la présidentielle avant la fin du mandat de Macky Sall le 2 avril. Il est proposé d'organiser l'élection le 2 juin, et que le président sortant — qui a réaffirmé sa volonté de quitter ses fonctions — reste en poste jusqu’à l’installation de son successeur. L'élection verrait par ailleurs s'affronter les candidats dont les candidatures ont déjà été acceptés, tout en permettant à ceux ayant vu la leur rejetée de contester ce rejet, ouvrant la voix à une possible candidature de Karim Wade ou d'Ousmane Sonko,. Le 28, Macky Sall réitère son intention de quitter la présidence à la date de fin de son mandat, et annonce saisir le Conseil constitutionnel pour organiser son intérim. La situation est alors inédite, la Constitution ne prévoyant pas le cas d'une élection organisée après la fin du mandat du président sortant. Un intérim n'est ainsi explicitement prévu que dans les cas de vacance de la présidence par démission, empêchement définitif ou décès.
Saisi par le président Macky Sall, le Conseil constitutionnel rejette le 6 mars l'ensemble des décisions prises lors du dialogue : la date du 2 juin, la possibilité de modifier la liste de candidats, ainsi que la prolongation du mandat du président sortant. Le pays se retrouve alors dans une grande confusion politique. Si le gouvernement fixe immédiatement la date du scrutin au 24 mars, et annonce le remplacement d'Amadou Ba par Sidiki Kaba comme Premier ministre, le Conseil constitutionnel, saisi par des candidats, annonce en effet le même jour fixer la date au 31 mars. La date exacte n'est connue avec certitude que le lendemain, le Conseil constitutionnel confirmant finalement la date du 24 mars.
Seul un éventuel second tour pouvant avoir lieu après la fin du mandat de Macky Sall le 2 avril, celui-ci est autorisé à rester en poste jusqu'à la promulgation des résultats. La décision du conseil est accueillie avec colère chez l'opposition, les sept « sages » ayant rejetés la possibilité de candidats supplémentaires.
La loi d'amnistie est quant à elle votée le 6 mars par 94 voix pour et 49 contre. Celle-ci concerne alors tous les délits ou crimes, jugés ou non, commis entre le 1er février 2021 et le 25 février 2024 et « se rapportant à des manifestations ou ayant des motivations politiques ». Bien que permettant de libérer de prison Ousmane Sonko et Bassirou Diomaye Faye, l'amnistie est vivement critiquée, car offrant également une immunité aux forces de sécurité qui ont réprimé, tué ou rendu invalides des manifestants. Deux jours plus tard, Ousmane Sonko bénéficie d’une réhabilitation sur les listes électorales, sa condamnation par contumace étant également définitivement annulée. Ils bénéficient de la loi d'amnistie promulguée le 15 mars, et sont libérés le jour même. Saisie par l'opposition en vue de repousser le scrutin, la Cour suprême rejette le même jour la requête, qu'elle juge « irrecevable ».
Le 20 mars, Macky Sall confirme son départ le 2 avril, même si le nouveau président n'est pas élu au premier tour.

## Mode de scrutin
Le président de la république du Sénégal est élu au scrutin uninominal majoritaire à deux tours  pour un mandat de cinq ans renouvelable une seule fois, de manière consécutive ou non. Au premier tour, la majorité absolue des suffrages exprimés est requise pour remporter l'élection. Si aucun candidat ne parvient à obtenir ce résultat, un second tour est organisé  entre les deux candidats arrivés en tête le deuxième dimanche suivant la proclamation des résultats du premier tour par le Conseil constitutionnel. Celui des deux qui remporte le plus grand nombre de suffrages est élu président de la République.
Peuvent se présenter les Sénégalais âgés d'au moins 35 ans et au plus de 75 ans au jour du scrutin, qui ne possèdent pas d'autre nationalité que celle sénégalaise, qui jouissent de leurs droits civiques, savent lire et écrire et parlent couramment la langue officielle.
Depuis la mise en application en 2018 de l'article 29 de la constitution relatif aux conditions de candidatures, les candidats ont pour obligation de recueillir les signatures de parrainages d'au moins 0,8 % du total des électeurs inscrits sur les listes électorales, soit un peu moins de 45 000 signatures, dont au moins 2 000 dans au moins sept des quatorze régions que comporte le pays, le reste pouvant être collecté dans l'ensemble du reste du pays ainsi que chez la diaspora. Les électeurs ne peuvent par ailleurs parrainer qu'un seul candidat à la fois,.

## Candidats en lice
N'est pas incluse dans la liste la candidate Rose Wardini, qui se retire le 19 février.
| Nom | Nom | Nom                   | Parti                | Fonctions notables |
| --- | --- | --------------------- | -------------------- | --- |
|     |     | Boubacar Camara       | PCS-Jengu Tabax      | Secrétaire général du Ministère de la Coopération internationale, des Transports aériens, des Infrastructures et de l'Énergie (2009-2011) Président du Conseil d’administration de la compagnie aérienne Sénégal Airlines (2011-2012) Président du Conseil d'administration de Sococim Industries |
|     |     | Cheikh Tidiane Dieye  | Indépendant          | |
|     |     | Déthié Fall           | PRP                  | |
|     |     | Daouda Ndiaye         | Indépendant          | Parasitologue et Directeur Général du Centre International de Recherche et de Formation en Génomique Appliquée et de Surveillance Sanitaire (CIGASS) |
|     |     | Habib Sy              | Indépendant          | Ministre des Infrastructures, des Transports terrestres et des Transports aériens (2004-2009) Ministre de la Fonction publique, de l'Emploi, du Travail et des Organisations professionnelles (2009) Maire de Linguère (2002-2014)                                                                |
|     |     | Khalifa Sall          | Taxawu Senegaal (en) | Ministre du Commerce et de l'Artisanat (1998-2000) Maire de Dakar (2009-2018) |
|     |     | Anta Babacar Ngom     | ARC                  | Directrice générale du groupe Sedima (depuis 2016) |
|     |     | Amadou Ba             | APR-Yaakaar          | Premier ministre du Sénégal (2022-2024) Député à l'Assemblée nationale (2022) Ministre des Affaires étrangères et des Sénégalais de l'extérieur (2019-2022) Ministre de l’Économie et des Finances (2013-2019)                                                                                    |
|     |     | Idrissa Seck          | Rewmi                | Premier ministre du Sénégal (2002-2004) Ministre du Commerce, de l’Artisanat et de l'Industrialisation (1996-1998) Maire de Thiès (2002-2014) Président du CESE (2020-2023) |
|     |     | Aliou Mamadou Dia     | PUR                  | Représentant résident du PNUD (2019-2024) |
|     |     | Serigne Mboup         | Indépendant          | PDF du groupe Comptoir commercial Bara Mboup (CCBM) |
|     |     | Papa Djibril Fall     | LS/MPR               | Député à l'Assemblée nationale (depuis 2022) |
|     |     | Mamadou Lamine Diallo | Mouvement Tekki      | Conseiller de l'administrateur, Banque mondiale, Washington D.C. (1990-1993) Directeur adjoint de cabinet puis directeur de cabinet du Président de la Commission de l’Union africaine (2003-2006) Député à l'Assemblée nationale (depuis 2012)                                                   |
|     |     | Mahammed Dionne       | Indépendant          | Premier ministre du Sénégal (2014-2019) |
|     |     | Malick Gakou          | GP                   | Ministre des Sports (2012) Ministre du Commerce, de l’Industrie et du Secteur informel (2012-2013) Maire honoraire de la ville de Guédiawaye (depuis 2022) |
|     |     | Aly Ngouille Ndiaye   | Indépendant          | Ministre de l'Énergie, des Mines et de l’Industrie (2012-2017) Ministre de l'Intérieur (2017-2020) Ministre de l'Agriculture, de l'Équipement rural et de la Souveraineté alimentaire (2022-2023) Maire de Linguère (depuis 2014)                                                                 |
|     |     | El Hadji Mamadou Diao | Indépendant          | Directeur des Services à la Direction générale des Impôts et Domaines (2017-2024). |
|     |     | Bassirou Diomaye Faye | PASTEF               | Inspecteur des impôts et domaines, Secrétaire général du parti PASTEF, Secrétaire général du syndicat des agents des impôts et domaines (depuis 2018) |
|     |     | Thierno Alassane Sall | RV                   | Ministre des Infrastructures, des Transports terrestres et du Désenclavement (2012-2014), Ministre de l'Énergie (2015-2017). |

## Campagne
Organisée du 9 au 22 mars, la campagne électorale ne s'étend que sur deux semaines, au lieu des trois prévues par la loi électorale, et intervient qui plus est en pleine période de jeûne du ramadan par les musulmans, ce qui réduit grandement l'organisation de meetings de grande envergures. Les candidats mènent ainsi une campagne précipitée, privilégiant les actions de proximité auprès de la population,. L'élection évite néanmoins la date du 31 mars, jour de la fête chrétienne de Pâques, traditionnellement célébrée par la population sénégalaise, à 95 % musulmane et 5 % chrétienne.
Après leur libération le 15 mars, Bassirou Diomaye Faye et Ousmane Sonko font campagne « main dans la main », le premier bénéficiant pleinement du soutien du dirigeant du PASTEF, qui l'accompagne dans ses déplacements sur fond de slogan « Diomaye, c'est Sonko. »,,. Les deux hommes mettent en avant la lutte contre la corruption — visant explicitement le gouvernement sortant — et la protection de l'économie sénégalaise vis à vis des puissances étrangères. Diomaye Faye propose ainsi la création d'une nouvelle monnaie en vue de remplacer le franc CFA, parmi plusieurs mesures destinées à renforcer l'économie, ainsi qu'une réduction des pouvoirs du président — qui deviendrait révocable par le parlement — et le remplacement du Conseil constitutionnel par une Cour constitutionnelle, qui deviendrait la juridiction suprême du pays et dont les membres ne serait plus nommés par le président de la République, la suppression du poste de Premier ministre et la restauration de celui de vice-président, ce dernier devant être élu en même temps que le président à partir du prochain scrutin,. Le tandem déclare être persuadé de l'emporter dès le premier tour. Polygame, il est marié depuis 2023 avec deux épouses. Au cours de la campagne, Sonko promet de faire du durcissement de la criminalisation de l'homosexualité — déjà passible au Sénégal de un à cinq ans de prison — l'une des premières loi du prochain quinquennat, par conviction religieuse mais « surtout » dans un « souçi de préservation de notre humanité ».
Candidat du parti présidentiel, Amadou Ba vise lui aussi ostensiblement la victoire dès le premier tour. Il souffre néanmoins des dissensions internes à la coalition Unis par l'espoir (BBY), dont il peine à obtenir les soutiens des hauts responsables et des ministres lors de la campagne, au point de devoir organiser le 14 mars un congrès des cadres de l'Alliance pour la République (APR), principale composante de la coalition, afin de « faire un rappel des troupes » et obtenir publiquement leur soutien,. Il se présente comme le candidat des jeunes et des femmes, dont il entend favoriser le microcrédit par la création d'une banque dédiée, et met l'accent sur le développement des secteurs de l'agriculture et de l'élevage pour assurer l'indépendance alimentaire du pays et le financement de son développement économique.
Ancien Premier ministre devenu indépendant après son départ de l'APR, Mahammed Dionne tente ainsi de réunir les voix des soutiens de la majorité déçus de la candidature d'Amadou Ba, en se présentant comme le candidat susceptible d'unir cette dernière et une partie de l'opposition.
Candidat du Parti républicain pour le progrès (PRP), Déthié Fall fait campagne sur le développement de l'agriculture et de l'élevage, avec la volonté d'inciter les jeunes à revenir vers un secteur délaissé au profit des villes.
Ancien directeur général de la caisse des dépôts et consignations devenu maire de Kolda, l'indépendant El Hadji Mamadou Diao fait campagne sur un financement accru des femmes, dont il juge que le manque d'accès au crédit les maintient dans une situation de précarité aux dépens de l'activité économique du pays.
Candidat du Parti de l'Unité et du Rassemblement (PUR), Aliou Mamadou Dia promeut quant à lui les investissements dans le domaine de l'éducation, avec un financement accru des écoles et des universités. Le candidat s'insurge ainsi contre la fermeture pendant neuf mois de l'Université Cheikh-Anta-Diop de Dakar par manques de moyens.
Porté par le Mouvement Tekki, Mamadou Lamine Diallo fait campagne sur la refonte des institutions vers une « troisième république », avec une réduction des pouvoirs présidentiels au profit du parlement et d'une indépendance accrue de la justice.
Le candidat du Parti de la construction et de la solidarité (PCS), Boubacar Camara, propose la mise en place de l'éducation obligatoire jusqu'à seize ans, et gratuite jusqu'à 25 ans, financée par un fonds souverain alimenté par les revenus des ressources naturelles.
Professeur et chef du département de parasitologie à l’université Cheikh-Anta-Diop, l'indépendant Daouda Ndiaye a quant à lui pour mesure phare l'accès universel aux soins, gratuits pour les plus démunis, et un renforcement des investissements dans le secteur médical ainsi que dans celui de l'éducation.
Le 21 mars, Habib Sy se désiste au profit de la candidature de Bassirou Diomaye Faye. Il est suivi dans sa décision par Cheikh Tidiane Dieye. Ces deux candidats faisaient depuis le début campagne pour Faye et défendaient son programme, Ousmane Sonko leur ayant demandé de se maintenir pour avoir un temps d'antenne plus important pour le PASTEF,. Ayant annoncé leur retrait à moins de trois jours du scrutin, le Conseil constitutionnel refuse cependant de retirer les noms des deux candidats des bulletins de vote,. Le 22 mars, Karim Wade appelle à son tour à voter pour Bassirou Diomaye Faye.

## Résultats
|                          | Bassirou Diomaye Faye         | PASTEF                   | 2 434 751 | 54,28 |  |  |
|                          | Amadou Ba                     | APR-Yaakaar              | 1 605 086 | 35,79 |  |  |
|                          | Aliou Mamadou Dia             | PUR                      | 125 690   | 2,80  |  |  |
|                          | Khalifa Sall                  | MTS                      | 69 760    | 1,56  |  |  |
|                          | Idrissa Seck                  | Rewmi                    | 40 286    | 0,90  |  |  |
|                          | Thierno Alassane Sall         | RV                       | 25 946    | 0,58  |  |  |
|                          | Boubacar Camara               | PCS-Jengu Tabax          | 23 359    | 0,52  |  |  |
|                          | Aly Ngouille Ndiaye           | Indépendant              | 20 964    | 0,47  |  |  |
|                          | Papa Djibril Fall             | LS/MPR                   | 18 304    | 0,41  |  |  |
|                          | Serigne Mboup                 | Indépendant              | 16 049    | 0,36  |  |  |
|                          | Daouda Ndiaye                 | Indépendant              | 15 895    | 0,35  |  |  |
|                          | Déthié Fall                   | PRP                      | 15 836    | 0,35  |  |  |
|                          | Anta Babacar Ngom             | ARC                      | 15 457    | 0,34  |  |  |
|                          | Cheikh Tidiane Dieye          | Indépendant              | 15 172    | 0,34  |  |  |
|                          | El Hadji Mamadou Diao         | Indépendant              | 14 591    | 0,33  |  |  |
|                          | Mamadou Lamine Diallo         | Mouvement Tekki          | 9 998     | 0,22  |  |  |
|                          | Mahammed Boun Abdallah Dionne | Indépendant              | 8 435     | 0,19  |  |  |
|                          | Malick Gakou                  | GP                       | 6 343     | 0,14  |  |  |
|                          | Habib Sy                      | Indépendant              | 3 206     | 0,07  |  |  |
|                          |                               |                          |           |       |  |  |
| Votes valides            | Votes valides                 | Votes valides            | 4 485 128 | 99,24 |  |  |
| Votes blancs et nuls     | Votes blancs et nuls          | Votes blancs et nuls     | 34 125    | 0,76  |  |  |
| Total                    | Total                         | Total                    | 4 519 253 | 100   |  |  |
| Abstention               | Abstention                    | Abstention               | 2 852 637 | 38,70 |  |  |
| Inscrits / participation | Inscrits / participation      | Inscrits / participation | 7 371 890 | 61,30 |  |  |

## Analyse et conséquences

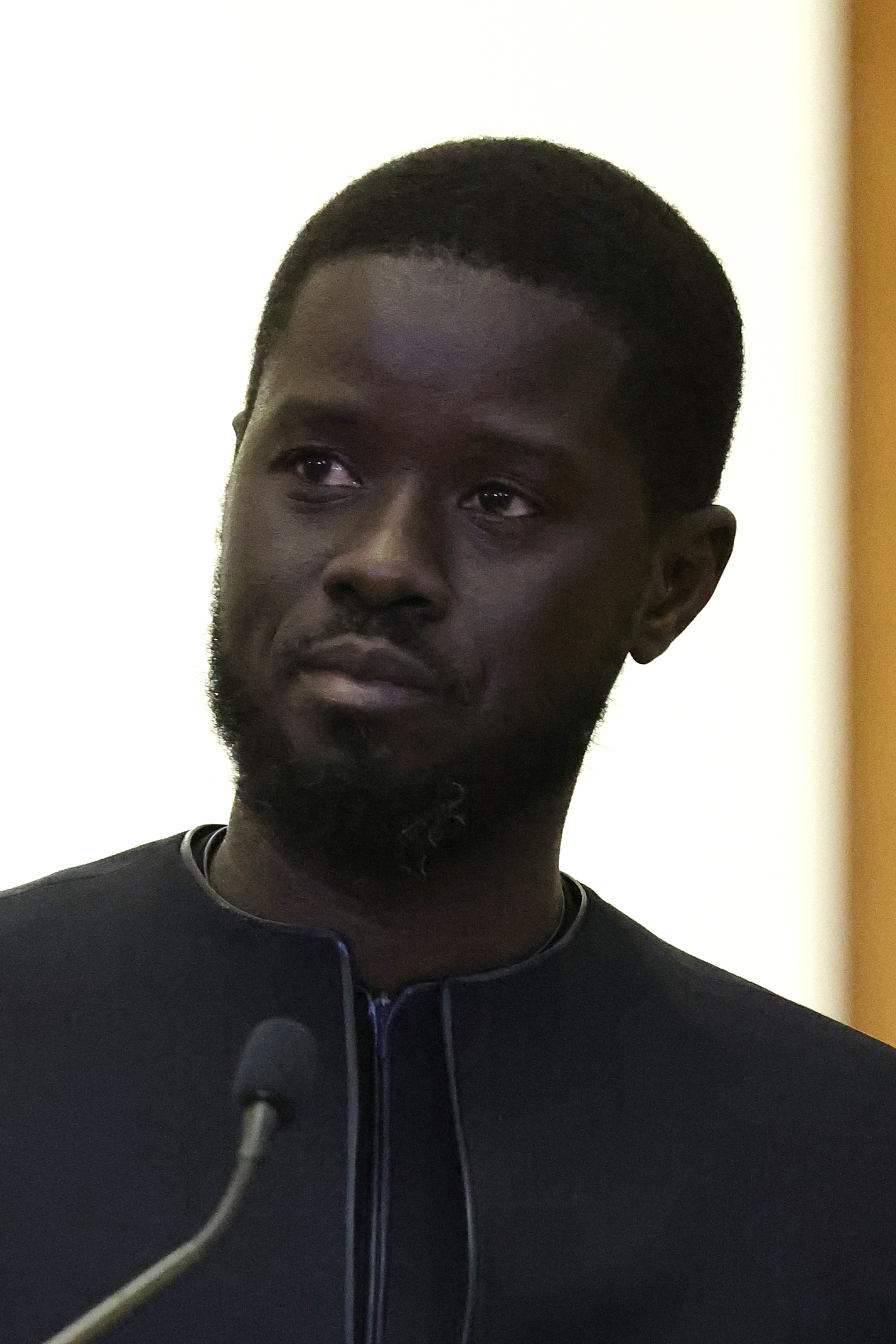
Bassirou Diomaye Faye

Dès les premiers résultats préliminaires, Bassirou Diomaye Faye est annoncé en tête du scrutin, largement devant Amadou Ba,,,, ce qui amène ses partisans à célébrer sa victoire dès la fermeture des bureaux de votes. Son élection dès le premier tour étant devenue évidente, dix candidats le félicitent avant même l'annonce des résultats officiels par la Commission électorale nationale autonome (Cena), dont Anta Babacar Ngom, Papa Djibril Fall, Déthié Fall, El Hadji Mamadou Diao et Mamadou Lamine Diallo,, tandis que des journaux sénégalais consacrent leur une à cette victoire présumée, titrant en des termes tels qu'un « raz de marée » ou un « plébiscite » envers le candidat de l'opposition.
Si l'équipe de campagne d'Amadou Ba se déclare initialement convaincue que son candidat va affronter Bassirou Diomaye Faye au cours d'un second tour, les résultats préliminaires et les réactions de la presse finissent par convaincre le candidat ainsi que l'ensemble du camp présidentiel de reconnaître sa défaite le lendemain. Bassirou Diomaye Faye est ainsi félicité le 25 au matin par le ministre de l'Économie Doudou Ka et par la vice-présidente du groupe parlementaire de la majorité présidentielle, Adji Mbergane Kanouté,. Le même jour, Amadou Ba appelle le vainqueur pour le féliciter. Il est suivi du président Macky Sall, qui en fait de même sur la plateforme X, où il qualifie le scrutin de « victoire de la démocratie sénégalaise »,. La défaite d'Amadou Ba dès le premier tour est largement perçue comme un désaveu et même un « vote sanction » pour le président sortant, son dauphin ayant été battu dans la totalité des grandes villes du pays. Si le nord, traditionnellement acquis à Macky Sall, voit Amadou Ba arriver en tête, Bassirou Diomaye Faye parvient néanmoins à y réaliser des résultats élevés.

Résultats par département

Candidat antisystème peu connu du grand public avant son incarcération en mai 2023, suivie de sa candidature en septembre en tant que « plan B » du parti PASTEF en remplacement du charismatique Ousmane Sonko, Bassirou Diomaye Faye réalise une percée surprise, porté notamment par une jeunesse séduite par la promesse d'un changement de système, de davantage de justice et d'une diminution des inégalités. Au lendemain de son élection, le futur président — dont la prestation de serment est prévue le 2 avril — fait un discours dans laquelle il s'engage à gouverner « avec humilité » et « dans la transparence » pour mettre en œuvre son programme axé sur la lutte contre la corruption, l'allègement du coût de la vie et la refondation des institutions. Visant ostensiblement à rassurer la communauté internationale dont la France — qui fait face à une série de coup d’État militaires soutenus par la Russie chez ses alliés de la région en Guinée, au Mali, au Niger et au Burkina Faso —, Bassirou Diomaye Faye assure que le Sénégal restera l'« allié sûr et fiable » des partenaires étrangers « respectueux »,,
Le résultat de l'élection présidentielle représente en effet un soulagement pour la population et les partenaires extérieurs du Sénégal, après le choc du report des élections et de l'emprisonnement de nombreux candidats. La victoire très nette de Diomaye Faye, suivie de sa reconnaissance très rapide par le gouvernement sortant et son candidat, permettent en effet d'ouvrir la voie à une transition apaisée malgré les vives tensions de la campagne électorale. La démocratie sénégalaise sort ainsi renforcée, dans le contexte d'une Afrique de l'Ouest marquée par une succession de prises de pouvoir par des militaires.

## Suites

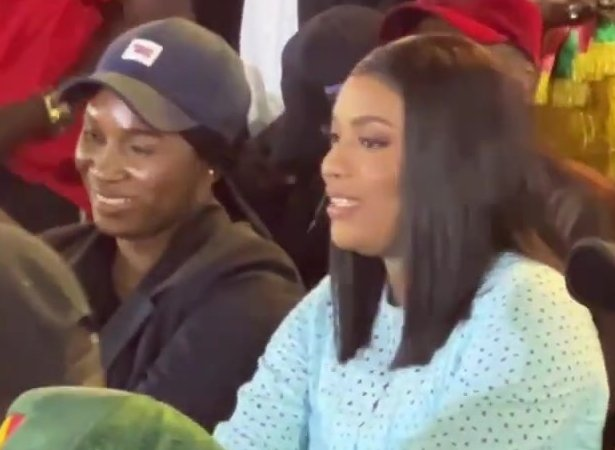
Marie Khone Faye et Absa Faye, nouvelles premières dames

Le 28 mars, Bassirou Diomaye Faye est reçu au palais présidentiel par le président sortant afin de préparer la transition. En l'absence de constestation, les résultats définitifs sont proclamés le 29 mars par le Conseil constitutionnel.
Bassirou Diomaye Faye prête serment le 2 avril 2024 en présence de plusieurs chef d'Etat et de gouvernement de pays de la région, dont le Nigérian Bola Tinubu, président en exercice de la Communauté économique des États de l'Afrique de l'Ouest (Cedeao). Il devient à 44 ans le plus jeune président de l'histoire du Sénégal. Son élection consacre la tradition de la polygamie dans le pays, dont il devient le premier président à l'être officiellement. Selon un rapport de 2013, la polygamie concernerait 32,5 % des mariages sénégalais, un chiffre potentiellement sous-évalué, beaucoup de mariages n'étant pas enregistrés,,. Inédite, cette situation amène le protocole à gérer l'existence simultanée de deux Première dame.
Au soir du 2 avril, il nomme Ousmane Sonko Premier ministre,, suivi trois jours plus tard du nouveau gouvernement. Le nouveau président est confronté à une cohabitation avec la législature sortante de l'Assemblée nationale, qu'il ne peut dissoudre qu'après juillet 2024, deux ans après les dernières élections. Le 12 septembre 2024, dans un contexte de conflit avec l'opposition et de blocage législatif, le président Diomaye Faye dissout l'Assemblée nationale et annonce des élections législatives anticipées pour le 17 novembre suivant.